# 反射区
反射区（はんしゃく）とは、手掌や足裏にある内臓や各器官につながるといわれる末梢神経が集中している場所のことである。

## 手
腎上腺区
部位：小指尺側手根関節付近
胃・脾・大腸区
部位：労球穴付近から手関節にかけて帯状に分布
腎虚尿頻区、腎区
部位：小指先端から第二関節の下
肝胆耳眩暈反射区、肝区
部位：薬指の第二関節の周囲
心包区
部位：中指と薬指の間
頭区
部位：母指の腹の部分

## 足
副鼻腔区
部位：